# Пепе (фильм)
«Пепе» — художественный фильм режиссёра Нельсона Карло де Лос Сантос Ариаса совместного производства Доминиканской республики, Намибии, Германии и Франции. Его премьера состоялась в феврале 2024 года в рамках основной программы 74-го Берлинского международного кинофестиваля. «Пепе» был удостоен «Серебряного медведя» за лучшую режиссуру.

## Сюжет
Фильм рассказывает о единственном бегемоте, убитом в Америке. Пепе жил в личном зоопарке Пабло Эскобара, а после его смерти оказался на воле в Колумбии. Зритель видит происходящее на экране его глазами.

## В ролях
- Сор Мария Риос

## Премьера и восприятие
Премьера картины состоялась в феврале 2024 года в рамках основной программы 74-го Берлинского международного кинофестиваля, картина была удостоена «Серебряного медведя» за лучшую режиссуру.
Российский кинокритик Андрей Плахов отнёс «Пепе» к «повесточной» части программы Берлинале. Бегемот здесь представлен, по словам Плахова, как «ещё одна жертва колонизации в широком смысле, символ насилия над природой и над человеком». Картину высоко оценил («как по форме подачи, так и по содержанию») обозреватель портала «ПрофиСинема». Однако критик констатирует, что «чрезмерно экспрессивный поток хаотично смонтированных эпизодов не даёт сосредоточиться на главном».